# كاكرود (سمام)
کاکرود (بالفارسية: کاکرود) هي قرية تقع في إيران في غيلان. يقدر عدد سكانها بـ 97 نسمة بحسب إحصاء 2016.